# Styracothorax gladiator
Styracothorax gladiator is een eenoogkreeftjessoort uit de familie van de Idyanthidae. De wetenschappelijke naam van de soort is voor het eerst geldig gepubliceerd in 1993 door Huys.